# Зингер, Итамар
Итамар Сингер (Зингер) (26 ноября 1946, Деж, Трансильвания, Румыния — 19 сентября 2012) — израильский археолог и историк родом из Румынии. Ведущий хеттолог, пионер исследований по влиянию хеттов на территории Израиля.

## Биография
Родился в еврейской венгроязычной семье в Трансильвании, сын Золтана и Гертруды Зингер. В возрасте 5 лет семья переселилась в г. Клуж (тогда Коложвар). В 1958 семья репатриировалась в Израиль, где они поселились в новооснованном городе Холон.
Его женой была аргентинка-египтолог Грасьела Ноэми Хестосо (Graciela Noemi Gestoso).

## Исследования
Окончил бакалавриат по археологии и географии в Еврейском университете в Иерусалиме в 1968 г, после чего служил в израильских ВВС и параллельно учился в магистратуре Тель-Авивского университета. Затем продолжил изучение истории хеттов в Марбургском университете (Германия) под руководством Генриха Оттена, где защитил докторскую диссертацию на тему «Хеттский праздник KI.LAM» в 1978 г.
Был принят на работу на факультет археологии и ближневосточных культур в Тель-Авивском университете, одновременно преподавая на факультете еврейской истории и в других учебных заведениях. Стал полным профессором в 1996 г. и оставался в данной должности вплоть до ухода на пенсию из-за проблем со здоровьем в 2008 г.
Основным его интересом был так называемый «хеттский мир» (Pax Hethitica), период относительного политического равновесия в XIII в. до н. э. между крупными государствами и их вассалами в Леванте. Первым из исследователей предложил концепцию внутреннего соперничества внутри Хеттской империи, приведшего к крупному политическому катаклизму, известному как бронзовый коллапс, завершившегося упадком крупных государств и миграцией народов моря и других народностей.
Опубликовал более 100 статей в научных журналах, продолжал публиковаться после ухода на пенсию. В течение нескольких лет был членом редколлегии журнала Antiguo Oriente.
В 2010 г. стал лауреатом премии ЭМЕТ.

## Избранные публикации
- Singer, Itamar. The Hittite KI.LAM Festival, 2 Vols, Harrassowitz, 1983, 1984.
- Singer, Itamar and Izre’el, Shlomo. The General’s Letter from Ugarit: A Linguistic and Historical Reevaluation of RS 20.33, Tel Aviv University, 1990.
- Singer, Itamar. Muwatalli’s Prayer, ASOR, 1996.
- Singer, Itamar. Hittite Prayers, Society of Biblical Literature, 2002.
- Singer, Itamar. The Hittites and their Culture (in Hebrew), Jerusalem, 2009.
- Singer, Itamar. The Calm before the Storm: Selected Writings of Itamar Singer on the End of the Late Bronze Age in Anatolia and the Levant, Society of Biblical Literature, 2010.